# Alabina turrita
Alabina turrita is een slakkensoort uit de familie van de Cerithiidae. De wetenschappelijke naam van de soort is voor het eerst geldig gepubliceerd in 1866 door Carpenter.